# あの・・夢もてますケド。
『あの・・夢もてますケド。』（あの ゆめもてますケド）は、遊助の2枚目のオリジナルアルバム。2011年2月2日にソニー・ミュージックレコーズから発売された。
本作のテーマは、「夢」。

## 解説
1枚目のアルバム『あの・・こんなんできましたケド。』から約1年ぶりのアルバムとなる。
前作と同じく、遊助が他アーティストと「遊turing」した楽曲が収録されている。また、本作はカップリング曲が多く収録されている。
2010年8月14日に横浜スタジアムで行われたライブ「オイラの村ですケド。」で録音された「ミツバチ」の「3万人の村人ver.」が収録された。また、同ライブで披露された「俺なりのプレゼント」の原曲「俺なりのラブソング」が収録されている。
先行配信された通常盤には「まだ僕はサンタに会ったことがない」と、初回限定盤には「ポケットの中のサンタクロース」がそれぞれ収録されている。
初回生産限定盤のDVDには、上地が神児遊助として監督を担当した「俺なりのラブソング」のPV（この楽曲が挿入歌となる映画で監督をしている品川庄司の品川祐がゲスト出演している）と『アナザースカイ』2010年12月24日放送分の企画で訪れたスウェーデンでの映像が収録されている。

## チャート成績
2011年2月14日付オリコン週間アルバムチャートにて、遊助のアルバムとしては初となる1位を獲得した。さらに翌週の2月21日付でも1位を獲得し、男性ソロアーティストでは徳永英明『VOCALIST 4』（4週連続）以来9か月ぶりとなる2週連続1位を獲得した（全体ではMr.Childrenの『SENSE』以来2ヶ月ぶり）。しかし2週目の売上は15814枚であり、くるりの『僕の住んでいた街』を下回り、当時のオリコン週間アルバムチャート史上最低枚数での1位獲得となった（後に、西野カナのアルバムであるJust LOVE（2016年8月29日付）の9829枚による史上最低枚数での首位を更新）。また、遊助のアルバムでは前作『あの・・こんなんできましたケド。』に次いで2番目に累計売上が多い。

## CDタイプ
- 初回生産限定盤…3700円
  - CD+DVD+地球が動く3D特殊ジャケット。ブックレット付。
- 通常盤…3059円
  - CD+初回生産分仕様のみ格言カード（3種のうち1種）ランダム封入。

## 収録内容

### 初回生産限定盤
CD
1. Space Tour [1:27]
作曲・編曲：遊助
2. 今日の花 [5:15]
作詞：遊助、作曲：遊助・Carlos K.、編曲：Carlos K.
  - 日本テレビ系『ズームイン!!SUPER』春のテーマソング
  - マルコメ『らくらく液みそ』CMソング（本人出演）
  - NHK FM『上地雄輔のラジ音!』挿入歌
3. ミツバチ （3万人の村人ver.） [4:10]
作詞：遊助、作曲：遊助・N.O.B.B、編曲：N.O.B.B
  - ABCマート『スーパーサマーセール』篇CMソング（本人出演）
4. I will go my way!! [4:32]
作詞：遊助、作曲：川口圭太・遊助、編曲：川口圭太
  - ABCマート『青ベスト』篇CMソング（本人出演）
  - NHK FM『上地雄輔のラジ音!』オープニングテーマ
  - 2011年11月9日に発売されたシングル「一笑懸命/イナヅマ侍」にミュージックビデオが収録された。
5. ひと [4:35]
作詞：遊助、作曲：遊助、菅谷豊、編曲：CHOKKAKU・菅谷豊
  - マルコメ『らくらく液みそ』CMソング（本人出演）
  - NHK FM『上地雄輔のラジ音!』エンディングテーマ
6. 船上の音楽団 遊turing Heartbeat [4:00]
作詞：遊助・Heartbeat、作曲：CHOKKAKU・遊助・Heartbeat、編曲：CHOKKAKU
7. 宛てのない手紙 遊turing JAY'ED [4:52]
作詞：遊助・JAY'ED、作曲：遊助, JAY'ED, UTA、編曲：UTA
8. 夢は現状維持! [4:35]
作詞：遊助、作曲：遊助・原広明、編曲：原広明
  - マルコメ『液みそ 絶品の味』CMソング（本人出演）
9. ESCAPE 遊turing 成田誠 [3:19]
作詞：遊助、作曲：遊助・菅谷豊、編曲：菅谷豊
  - 関西テレビ系『逃亡弁護士』挿入歌
10. 俺なりのラブソング [4:15]
作詞：遊助、作曲：遊助・上田起士、編曲：上田起士
  - 映画『漫才ギャング』挿入歌
11. ポケットの中のサンタクロース [3:39]
  - 作詞：遊助、作曲：遊助・Daisuke "D.I" Imai、編曲：Daisuke "D.I" Imai
12. ライオン [4:20]
作詞：遊助、作曲：遊助・CUBE JUICE、編曲：CUBE JUICE
  - マルコメ『らくらく液みそ』CMソング（本人出演）
13. サンフレイジャー [5:07]
作詞：遊助、作曲：遊助・N.O.B.B、編曲：N.O.B.B
14. 空 遊turing ET-KING [4:14]
作詞・作曲：ET-KING・遊助、編曲：N.O.B.B
15. 子守り歌 [1:47]
作詞：遊助、作曲：遊助・多田慎也、編曲：灰野一平

DVD
1. 俺なりのラブソング　Music Video
2. 黄色いサンタSP in スウェーデン
3. CM SPOT 集
  1. あの・・こんなんできましたケド。 創作中 篇
  2. あの・・こんなんできましたケド。 ついに来た! 篇
  3. ライオン
  4. ミツバチ
  5. ひと

### 通常盤(CDのみ)
1. Space Tour
2. 今日の花
3. ミツバチ（3万人の村人ver.）
4. I will go my way!!
5. ひと
6. 船上の音楽団 遊turing Heartbeat
7. 宛てのない手紙 遊turing JAY'ED
8. 夢は現状維持!
9. ESCAPE 遊turing 成田誠
10. 俺なりのラブソング
11. まだ僕はサンタに会ったことがない[4:59]
作詞：遊助、作曲：遊助・DJ TAKI-SHIT、編曲：DJ TAKI-SHIT
  - クリスマスソング「ジングルベル」をサンプリング。
12. ライオン
13. サンフレイジャー
14. 空 遊turing ET-KING
15. 子守り歌